# Green Pass (Israele)
Il Green Pass (nome inglese che significa "lasciapassare verde”) o Tav Yarok (in ebraico תו ירוק‎?; "etichetta verde") è un'attestazione digitale israeliana introdotta nel 2021, durante la pandemia di COVID-19. Quest'attestazione digitale consente a chi ha ricevuto il vaccino contro il SARS-CoV-2 o guarito di avere accesso alle attività commerciali, agli uffici, alle piscine, alle palestre e agli alberghi.

## Storia
Durante il terzo confinamento dovuto alla pandemia di COVID-19, molti israeliani vennero vaccinati contro il SARS-CoV-2. Di conseguenza, il governo del paese decise di introdurre un'attestazione digitale per consentire alle persone vaccinate contro il SARS-CoV-2 di accedere ai luoghi pubblici, come se fosse un lasciapassare, in vista della revoca delle misure di confinamento. Venne inoltre stabilito che la pena per i trasgressori, ovvero coloro che entravano in uno di questi luoghi senza l'attestazione digitale, fosse una multa di mille sicli (l'equivalente di 252 euro).
Venne scelto il nome in riferimento alla luce verde del semaforo, che indica la possibilità di proseguire (infatti l'applicazione che genera l'attestazione si chiama Ramzor in ebraico, Traffic Light App in inglese).
Il 5 maggio 2021 la validità del Green Pass venne estesa fino al mese di dicembre 2021.
Il 1º giugno 2021 il governo del paese ha allentato alcune restrizioni ed alcuni regolamenti del Green Pass, ma il 29 luglio ne venne reintrodotto l'obbligo per gli eventi al chiuso con più di 100 partecipanti.
A metà febbraio 2022 venne annunciata la sua totale rimozione dal 1º marzo 2022, facendo così da apripista alla rimozione dello stesso in altri Paesi come Francia ed Italia.